# Hermann Friedrich (Politiker, 1885)
Hermann Friedrich (* 22. Mai 1885 in Plaue; † 7. November 1944 im KZ Sachsenhausen) war ein deutscher kommunistischer Widerstandskämpfer.

## Leben
Hermann Friedrich wuchs als Halbwaise in ärmlichen Verhältnissen auf. Sein Vater war früh gestorben. In seiner Jugend arbeitete Friedrich in seinem erlernten Beruf als Binnenschiffer. Er wurde mit Beginn des Ersten Weltkrieges zum Militärdienst eingezogen und an der Ostfront eingesetzt. Im Zusammenhang mit der Novemberrevolution trat Friedrich 1919 der USPD bei. Im Jahr 1920 schloss er sich der KPD an, für die er zwischen 1925 und 1933 ein Amt im Gemeindeparlament ausübte.
Ab dem Jahr 1923 arbeitete Friedrich als Transportarbeiter im Lokomotivwerk des damaligen Reichsbahnausbesserungswerkes Brandenburg-West in Kirchmöser. In diesem Betrieb wurde er zwischen 1929 und 1932 als Vertreter der kommunistischen Revolutionären Gewerkschafts-Opposition (RGO) in den Betriebsrat gewählt. Anfang 1933 wurde er aus politischen Gründen entlassen.
Nach der Machtübernahme der Nationalsozialisten setzte Friedrich seine kommunistische Arbeit im Umfeld der nun verdeckt agierenden Brandenburger KPD-Unterbezirksleitung fort. Ein Zentrum der illegalen Arbeit der regionalen KPD waren die Orte Brandenburg/Havel, Plaue sowie Kirchmöser.
Am 11. November 1934 wurden Friedrich und eine Reihe anderer Kommunisten festgenommen. Anschließend folgten weitere Verhaftungswellen. Die Gestapo legte mit ihren Maßnahmen die illegalen KPD-Aktivitäten in Brandenburg/Havel und Umgebung weitgehend lahm. Aus Mangel an Beweisen wurde Friedrich nach ca. drei Monaten aus der Untersuchungshaft entlassen. Anschließend war Friedrich erwerbslos. 1935 wurde er zum Arbeitsdienst verpflichtet. Erst 1937 durfte Friedrich wieder seine frühere angelernte Tätigkeit als Transportarbeiter im Reichsbahnausbesserungswerk Kirchmöser aufnehmen. Dort war er bis 1944 beschäftigt.
Im Zusammenhang mit der Aktion Gitter wurde Friedrich am 22. August 1944 festgenommen und in das KZ Sachsenhausen eingeliefert. Die SS verpflichtete Friedrich zu schwerer Zwangsarbeit. Am 7. November 1944 starb er im KZ Sachsenhausen. Als Todesursache wurde „Brustphlegmone“ angegeben. Tatsächlich aber wurde Hermann Friedrich ein Opfer brutaler Misshandlungen der SS.

## Ehrungen

Der Gedenkstein für die Widerstandskämpfer Hermann Friedrich und Karl Miethe.

In seinem Geburtsort Plaue erinnert in der Chausseestraße ein 1970 errichteter Gedenkstein an Hermann Friedrich und den ebenfalls aus Plaue stammenden Kommunisten Karl Miethe.